# Rue Camille-Blaisot
La rue Camille-Blaisot est une voie du 17e arrondissement de Paris, en France.

## Situation et accès
La rue Camille-Blaisot est une voie publique située dans le 17e arrondissement de Paris. Elle débute au 4, rue André-Bréchet et se termine en impasse.

## Origine du nom

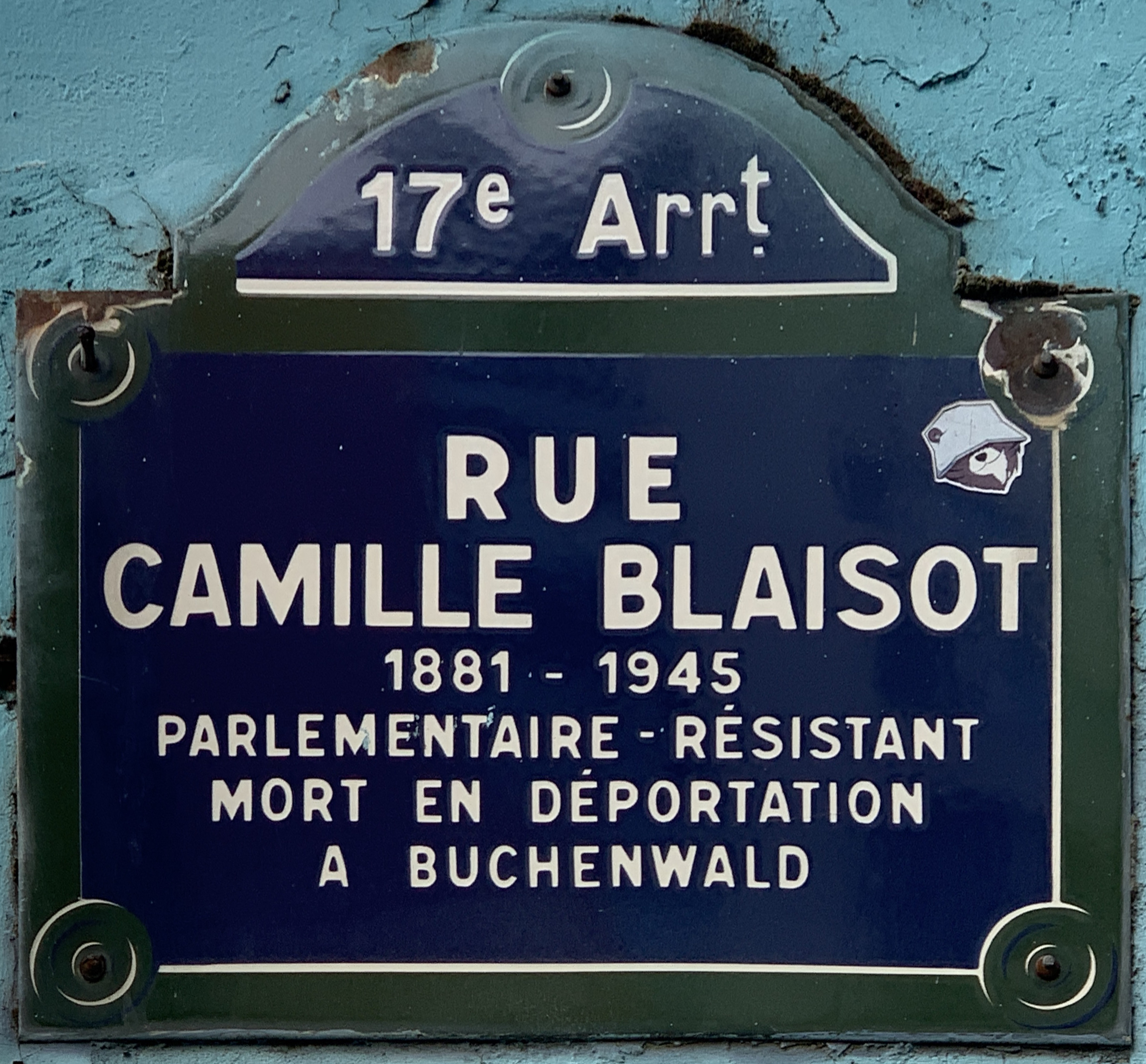
Plaque de la rue.

La rue est nommée en l'honneur de Camille Blaisot (1881-1945), parlementaire, résistant mort en déportation à Dachau.

## Historique
La voie est ouverte par la Ville de Paris en 1956 sous sa dénomination actuelle.